# Marquesado de San Vicente
El marquesado de San Vicente es un título nobiliario español creado el 16 de marzo de 1694 por el rey Carlos II a favor de Domingo Pignatelli y Vagher, virrey de Navarra, capitán general de Extremadura y gobernador de Galicia.
A este título, el rey Carlos III, le concedió la Grandeza de España el 2 de diciembre de 1771, siendo III marqués de San Vicente, Antonio Pignatelli y Spinelli.
El rey Alfonso XIII, por real carta del 27 de julio de 1911, rehabilitó el título a favor de José María Jordán de Urríes y Ruiz de Arana, VIII marqués de Villafranca de Ebro (de 1878 a 1891 en que se otorgó a otro titular por resolución de litigio), I marqués de Velilla de Ebro, XV barón de la Peña (rehabilitado en 1921), convirtiéndose, con esta rehabilitación, en el VII marqués de San Vicente.

## Marqueses de San Vicente
|                                 | Titular                                                      | Periodo                |
| Creación por Carlos II          | Creación por Carlos II                                       | Creación por Carlos II |
| ------------------------------- | ------------------------------------------------------------ | ---------------------- |
| I                               | Domingo Pignatelli y Vagher                                  | 1694-1703              |
| II                              | Antonio Pignatelli y Aymerich                                | 1703-1771              |
| III                             | Antonio Francisco Pignatelli Spinelli Ravaschieri y Aymerich | 1771-1794              |
| IV                              | Antonio Pignatelli Spinelli Ravaschieri y Spinelli           | 1794-1828              |
| V                               | Genaro Pignatelli Pinelli Ravaschieri y Spinelli             | 1828-1829              |
| VI                              | Francesca Paolina Pignatelli y Aymerich                      | 1829-1911              |
| Rehabilitación por Alfonso XIII |                                                              |                        |
| VII                             | José María Jordán de Urríes y Ruiz de Arana                  | 1911-1936              |
| VIII                            | Matilde Jordán de Urríes y Zapiola                           | 1953-2015              |
| IX                              | Matilde de Antequera y Jordán de Urríes                      | 2019-                  |

## Historia de los marqueses de San Vicente
- Domingo Pignatelli y Vagher (1642-1703), I marqués de San Vicente,[4][2] hijo de Giacomo Pignatelli, I duque de Bellosguardo, I barón de Casalnuovo, y de su esposa Fiorenza Vagher, ambos de rancia nobleza napolitana.

Casó, el 23 de febrero de 1675, con Ana María de Aymerich y Cruilles de Santa Pau y Argensola, II marquesa de Aymerich, IX baronesa de Ayguafreda, hija de Bernardo de Aymerich y Cruilles de Santa Pau y Urrea, I marqués de Aymerich. Le sucedió su hijo:
- Antonio Pignatelli y Aymerich (1685-26 de enero de 1771), II marqués de San Vicente,[2] marqués de Argensola, I príncipe de Pignatelli, del S.R.I.

Casó con Anna Francesca Spinelli Ravaschieri, VI princesa de Belmonte (de Nápoles), IV duquesa de Acerenza, VIII marquesa de Galatone, XVIII condesa de Copertino y baronesa de Badolato. Le sucedió su hijo.
- Antonio Francesco Pignatelli Spinelli Ravaschieri y Aymerich (1722-2 de enero de 1794), III marqués de San Vicente,[2] II príncipe de Pignatelli, del S.R.I., VII príncipe de Belmonte, V duque de Acerenza, IX marqués de Galatone, XIX conde de Copertino, teniente general y mayordomo mayor de Nápoles.[2]

Casó en primeras nupcias, el 24 de febrero de 1754, con Francesca Revertera della Salandra (m. 7 de junio de 1756), hija de Nicola Revertera, IV duque de Salandra. Contrajo un segundo matrimonio, el 28 de agosto de 1762, con Chiara Spinelli (m. 18 de febrero de 1823), hija de Troiano Spinelli, IX duque de Laurino. Le sucedió, de su segundo matrimonio, su hijo:
- Antonio Pignatelli Spinelli Ravaschieri y Spinelli (1763-17 de agosto de 1828), IV marqués de San Vicente,[6] VIII príncipe de Belmonte, X marqués de Galatore,

Casó, el 12 de mayo de 1783, con Giovanna Pignatelli Tagliavia de Aragona Cortés, hija de Ettore Pignatelli, marqués del Valle de Oaxaca. Le sucedió su hermano:
- Genaro Pignatelli Spinelli Ravaschieri y Spinelli (m. 28 de julio de 1829), V marqués de San Vicente,[6] III príncipe de Pignatelli, del S.R.I. y IX príncipe de Belmonte.

Casó, el 11 de diciembre de 1823, con Carmela del Chiaro. Le sucedió su hija:
- Francesca Paolina Pignatelli (1824-30 de agosto de 1911), VI marquesa de San Vicente[6] y X princesa de Belmonte, del S.R.I.

Casó, el 9 de diciembre de 1838, con Ángelo Granito (m. 29 de junio de 1861), IV marqués de Castellabate. Le sucedió, por rehabilitación, un descendiente en séptimo grado del I marqués de San Vicente.
Rehabilitación en 1911
- José María Jordán de Urríes y Ruiz de Arana (Zaragoza, 21 de junio de 1857-13 de julio de 1936), VII marqués de San Vicente,[6][7][3] VIII marqués de Villafranca de Ebro (de 1878 a 1891, en que se otorgó a otro titular por resolución de litigio),[8] I marqués de Velilla de Ebro, XV barón de la Peña (rehabilitado en 1921), caballero de la Orden de Calatrava, maestrante de Zaragoza, gran cruz de la Orden de Isabel la Católica, de la Orden de Carlos III, de la Orden de Cristo en Portugal, senador y gobernador civil de Guipúzcoa y Santander.[8]

Casó, el 28 de mayo de 1884, en Madrid, con María del Patrocinio Patiño y Mesa (1865-1955), XI marquesa de Villafiel, dama de la reina Victoria, dama noble de la reina María Luisa y de la Real Maestranza de Caballería de Zaragoza. Era hija de Nicolás Patiño y Osorio, VI marqués de Castelar, grande de España, VIII marqués de la Sierra y XII conde de Guaro, y de su esposa María de los Dolores Agripina de Mesa y Queralt. Le sucedió su nieta, hija de Juan Bautista Jordán de Urríes y Patiño y de su esposa, Matilde Zapiola y Acosta:
- Matilde Jordán de Urríes y Zapiola (20 de agosto de 1925-28 de mayo de 2015), VIII marquesa de San Vicente, IV marquesa de Aymerich y XVII baronesa de la Peña.[9]

Casó, el 21 de febrero de 1945, en Buenos Aires con Juan de Antequera y Arce (1922-2011), hijo de Juan Bautista de Antequera y Angosto, I conde de Santa Pola. Sucedió su hija en 2019:
- Matilde de Antequera y Jordán de Urríes, IX marquesa de San Vicente[11] y V marquesa de Aymerich, por cesión de su madre, en 2009.[12]

Casó con Santiago Castelo y Bereguiaía.